# Цирихов, Михаил Тасолтанович
Михаи́л Тасолта́нович Ци́рихов (осет. Цырыхаты Тасолтаны фырт Михал; 23 февраля 1919 года, село Даргавс — 30 июля 1998 года, Владикавказ, Северная Осетия) — осетинский поэт и переводчик. Лауреат премии имени Коста Хетагурова (1976).
Родился в 1919 году в крестьянской семье в селении Даргавс. После окончания средней школы поступил в 1936 году на рабфак Северо-Осетинского педагогического института, по окончании которого работал учителем, затем — в редакции газеты «Стахановец» Гизельдонского района. В это же время опубликовал свои первые произведения на страницах осетинской периодической печати. В 1941 году был призван на фронт. В декабре 1944 года получил ранение в одном из сражений в Польше. Весной 1945 года демобилизовался и возвратился на родину.
До 1954 года работал журналистом в редакции республиканской газеты «Растдзинад». С 1954 по 1957 года обучался в Северо-Осетинской партийной школе, с 1958 по 1960 года — на Высших литературных курсах в Москве. Окончил заочное отделение журналистики Высшей партийной школы при ЦК КПСС.
С 1960 по 1963 года — заведующий отделом культуры редакции газеты «Растдзинад», с 1963 по 1977 года — главный редактор литературного журнала «Мах дуг». С 1977 по 1987 года — председатель правления Союза писателей Северо-Осетинской АССР.
В 1976 году награждён премией имени Коста Хетагурова за книгу «Уӕхсчӕтӕ» (Плечи).
Скончался в 1998 году.
Награды
- Орден «Дружбы народов» (1979)
- Орден Отечественной войны 2 степени (22.10.1987)[1]
- Медаль «Во славу Осетии»

## Источник
- Цирихов Михаил Тасолтанович // Бибоева И. Г., Казиты М. Р. Писатели Осетии: библиографический справочник. — Владикавказ: Ир, 2015. — С. 270—272. ISBN 978-5-7534-1499-01